# Franco Riccardi
Franco Riccardi (ur. 13 czerwca 1905 w Mediolanie, zm. 24 maja 1968 w San Colombano al Lambro) – włoski szpadzista, czterokrotny medalista olimpijski i pięciokrotny medalista mistrzostw świata.
Na igrzyskach olimpijskich w Amsterdamie w 1928 roku Włosi w składzie: Giulio Basletta, Marcello Bertinetti, Giancarlo Cornaggia-Medici, Carlo Agostoni, Renzo Minoli i Franco Riccardi zdobyli złoty medal w szpadzie drużynowej. Na rozgrywanych cztery lata później igrzyskach olimpijskich w Los Angeles w 1932 roku wspólnie z Carlo Agostonim, Renzo Minolim, Saverio Ragno i Giancarlo Cornaggią-Medicim zdobył drużynowo srebrny medal. W zawodach indywidualnych nie startował. Brał też udział w igrzyskach olimpijskich w Berlinie w 1936 roku, gdzie zdobył dwa medale. Najpierw wspólnie z Edoardo Mangiarottim, Giancarlo Cornaggią-Medicim, Saverio Ragno, Giancarlo Brusatim i Alfredo Pezzaną zwyciężył w szpadzie drużynowej. W turnieju indywidualnym zdobył kolejne złoto, w rundzie finałowej wygrywając pięć z dziewięciu pojedynków i wyprzedzając Ragno i Cornaggię-Mediciego. 
Podczas mistrzostw świata w Neapolu w 1929 roku (oficjalnie imprezy tego cyklu rozgrywane są pod tą nazwą od 1937) zdobył brązowy medal w turnieju indywidualnym. Wyprzedzili go jedynie Francuz Philippe Cattiau i Marcello Bertinetti. W zawodach drużynowych zdobył złote medale na mistrzostwach świata w Wiedniu (1931) i mistrzostwach świata w Budapeszcie (1933) oraz srebrne na mistrzostwach świata w Liège (1930) i mistrzostwach świata w Warszawie (1934).
Zdobywał mistrzostwo kraju w latach 1927-1929.